# Eléctricas Reunidas de Zaragoza
Eléctricas Reunidas de Zaragoza (habitualmente abreviado como ERZ) fue una empresa eléctrica que gestionaba generación, distribución y comercialización como empresa eléctrica dominante en la mayor parte de Aragón, donde llegó a ser la mayor compañía con sede en la región.
La empresa fue una de las mayores compañías regionales durante décadas, con vínculos clave con la banca, la industria pesada y la burguesía capitalista zaragozana. Fue asimismo promotora de grandes obras, una de las principales empleadoras en Aragón y un agente relevante en la introducción de nuevas tecnologías. Algunas de sus primeras centrales se conservan y son consideradas parte del patrimonio industrial clave para entender la historia contemporánea de la región. 
Particularmente vinculada a la energía hidroeléctrica, sus proyectos tuvieron una gran influencia en la vertebración del territorio al desplazar otras actividades y convertir la generación de electricidad en la principal actividad en algunas áreas. Igualmente fue una de las promotoras de la minería del carbón en las Cuencas Mineras de Teruel. Su papel como cliente y suministrador de la industria pesada fue crítica en el desarrollo económico de Aragón.
Aunque logró mantener su independencia durante décadas, los problemas de capacidad y financiación de terminaron motivando su integración en el grupo Endesa en 1986. Tras permanecer un tiempo como filial de esta, desapareció finalmente integrada en la sociedad matriz, Endesa, en 1998. Los activos de la empresa siguieron diferentes destinos con las operaciones corporativas subsiguientes, especialmente tras el reparto de activos que siguió a la OPA ejecutada por Enel y Acciona sobre Endesa. Mientras que las redes eléctricas de la antigua ERZ siguen siendo aún parte de Endesa, con Enel como accionista mayoritario, los activos de generación hidroeléctrica que habían sido parte fundamental de ERZ terminaron siendo propiedad de Acciona Energía. El negocio gasista de ERZ en Aragón fue segregado como parte de los negocios gasistas de Endesa que dieron lugar a Redexis, cambiando repetidas veces de manos en los años siguientes.

## Origen

### Antecedentes
En los albores de la electrificación en España se concedieron diversas concesiones para aprovechar la energía de los cursos de agua en el entorno de Zaragoza. Además, se instalaron pequeñas centrales térmicas en las zonas pobladas con poco acceso al agua. El primero de todos esos proyectos data de 1893, cuando Isaac Peral fundó Electra Peral Zaragozana con la intención de construir centrales térmicas. Poco después, la vendió a inversores locales como la familia Baselga, vinculada a la banca local y las explotaciones carboníferas de Utrillas. El capital social de la compañía era de 400 000 pesetas. La central de Electra Peral en Zaragoza, ubicada en el emplazamiento del anterior Teatro Goya, en la plaza de San Miguel nº8, empezó a funcionar en octubre de 1894. Tenía 1000 CV de potencia y un sistema de respaldo con baterías de 2500 A. Como era habitual en la época, para minimizar las pérdidas de transporte las instalaciones se ubicaron en el centro de la ciudad y desde ahí se distribuía la energía mediante corriente continua hasta los hogares usando una red de más de 8000 metros de cable. El uso principal de esta energía era el alumbrado, tanto público como privado.

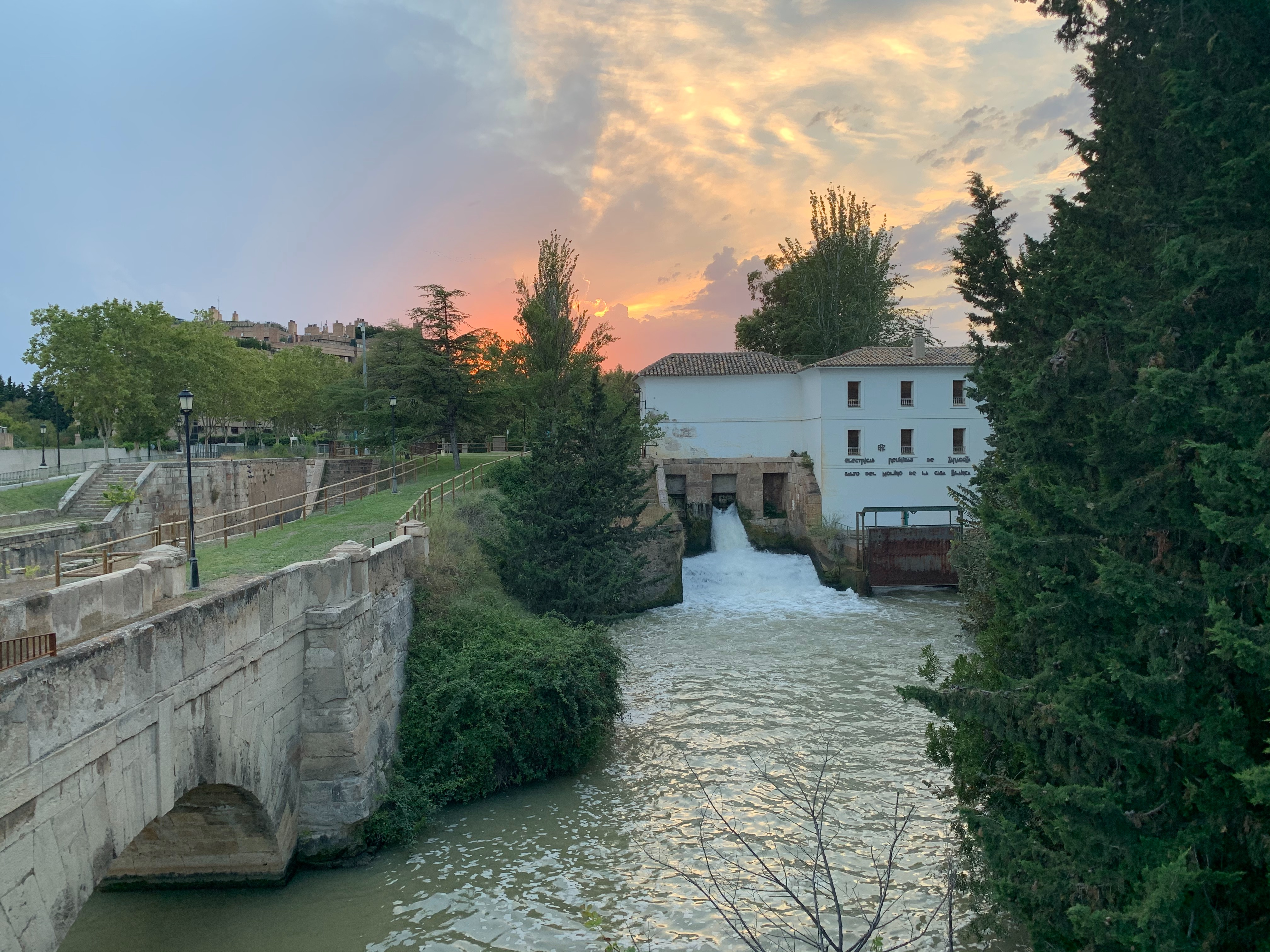
El molino de San Carlos, la Casa Blanca, supuso el comienzo del despliegue hidroeléctrico que daría lugar a ERZ.

Con la demanda creciente del alumbrado en una ciudad que estaba descubriendo la electricidad, surgieron iniciativas para aprovechar también la energía del agua, especialmente bajo el empuje de Jenaro Checa Ricarte. Reuniendo un capital de 600 000 pesetas se aprovechó en 1894 el antiguo molino de Casablanca en el Canal Imperial de Aragón para crear la primera central hidráulica con 400 CV repartidos en dos turbinas bajo la sociedad Compañía Aragonesa de Electricidad. Esta energía se trasladaba desde la central en el sur a la ciudad mediante una línea eléctrica de 3 km que fue pionera en su tiempo en Europa por el uso de corriente alterna a la entonces elevada tensión de 4,2 kV desde un generador bifásico. Algunos autores consideran que este es el primer caso de una línea de transporte eléctrico en España y probablemente el segundo en toda Europa tras una experiencia en Fráncfort del Meno. La transformación a baja tensión tenía lugar en el número 1 de la plaza de San Miguel, junto a las instalaciones de Electra Peral. El Casino Principal de Zaragoza fue el primer cliente de la nueva sociedad.
La energía hidráulica demostró ser mucho más económica y Aragonesa de Electricidad pronto ganó el contrato del alumbrado municipal. La demanda era sin embargo creciente y desde 1900 Electra Peral pasó a ofrecer servicio veinticuatro horas al día, en vez de solo por la noche. La central de Casablanca era en cambio difícilmente ampliable por lo que en 1901 se constituyó Fuerzas Motrices del Gállego para explotar las posibilidades que ofrecía el río Gállego. Este río, pese a estar más lejano a la demanda que el Ebro o el Canal Imperial, tenía sin embargo más potencia disponible gracias a su abrupta orografía que generaba desniveles de 45-60 metros frente a los apenas 6,4 metros del canal. Checa, junto a sus socios Bellido y Fernández de Navarrete, analizaron tres posibles emplazamientos en el río en Puendeluna, el salto del Lobo de Marracos y el Molinar de Murillo de Gallego, construyéndose finalmente una presa en el primer emplazamiento y la central en el segundo. El proyecto quedó bajo la dirección del ingeniero navarro Cornelio Arellano Lapuerta. La envergadura del proyecto era muy superior a los anteriores, como se ve en las 3 500 000 pesetas de capital de la nueva compañía.
La demanda industrial de electricidad creció, sumándose al alumbrado. En 1902 se inauguraba la primera línea electrificada del tranvía de Zaragoza, la 5 Torrero, que alcanzaba el Canal Imperial y que fue alimentada por Aragonesa de Electricidad desde Casablanca. La electrificación de total de la red tranviaria iba a requerir la puesta en servicio de la nueva central de Marracos. Bajo el paraguas de la familia Villarroya y Castellano, caciques locales durante la Restauración, se crearon también sociedades industriales como Industrial Química de Zaragoza, que compartía hasta tres consejeros con Aragonesa de Electricidad al ser la fuerza eléctrica uno de sus insumos claves. Con esta demanda en auge en 1904 empezó a funcionar también la nueva central de Marracos con turbinas de 6000 CV, que se conectaba con la ciudad a través de una nueva línea a 30 kV.
En paralelo, Teledinámica del Gállego apostó en el mismo río Gállego por el todavía más lejano salto de Carcavilla, en las cercanías de Huesca y también de 6000 CV. Esta última sociedad estaba presidida por Plácido Allende Plágaro, ingeniero y empresario alavés. Contaba con el apoyo de capitales vascos y sede social en Bilbao, aunque logró un acuerdo con Electra Peral para suministrarle energía, siendo para Electra Peral más barato revender la producción hidráulica que generarla en su central térmica.

### Creación de Eléctricas Reunidas
A pesar de esta efervescencia inicial de proyectos empresariales, el sector eléctrico tiene una tendencia a formar un monopolio natural. El coste de desplegar una red de cableado para distribución en Zaragoza era demasiado elevado para ser duplicado por varias compañías con la población que entonces tenía la ciudad especialmente debiendo competir en precios con el alumbrado de gas que ya tenía una industria local. Algo similar pasaba con el coste de las líneas eléctricas necesarias para unir la ciudad con el Pirineo. Aunque la generación hidráulica era más barata, los saltos disponibles eran cada vez más lejanos y requerían acuerdos con los propietarios de líneas preexistentes o costosas infraestructuras adicionales. La central de Teledinámica del Gállego suponía proyectos de 92 km de líneas eléctricas, de los que aproximadamente la mitad coincidían con la ruta desde Marracos a Zaragoza. Finalmente, existía complementariedad técnica entre empresas que eran dueñas de la red para distribución y generadoras, era el caso de Aragonesa y Fuerzas Motrices o el de Electra Peral y Teledinámica.
Con fuertes relaciones personales y accionariales entre las empresas eléctricas de la región, una fusión parecía lógica. Notablemente tanto Aragonesa de Electricidad como Fuerzas Motrices del Gállego compartían la participación del directivo Pedro Bergua y la banca de Villarroya y Castellano. Ambas compañías presentaron cuentas mancomunadas de 1902 a 1904, en expectativa de una fusión. Sin embargo esta fusión se demoró para dar la oportunidad a participar a Electra Peral, que pese a haber acariciado la idea desde 1901 llevó hasta tres años de negociaciones. Finalmente Electra Peral Zaragozana, la Compañía Aragonesa de Electricidad y Fuerzas Motrices del Gállego se fusionaron en 1907 como Sociedades Eléctricas Reunidas.  
El primer presidente de la nueva sociedad sería Pedro Bergua, que sería una de las personalidades de la burguesía industrial zaragozana de la época. El consejo de la nueva entidad reuniría a parte de la burguesía capitalista zaragozana, incluyendo ingenieros como Antonio Fernández de Navarrete, marqués de Legarda y médicos como Agustín García Julián, representantes de la banca como el mencionado Bergua o Antonio Portolés (ambos con vínculos con la banca de Villarroya y Castellano) y nobles como el conde de Gabarda. Durante la Exposición Hispano-Francesa de 1908 la nueva sociedad participaría en la muestra de la industria local con la iluminación nocturna del evento.
Finalmente Teledinámica del Gállego y Electro-Química Aragonesa se sumaron en 1911 a la nueva compañía, que cambiaría la denominación a Eléctricas Reunidas de Zaragoza. Esta última sociedad, cliente clave de Teledinámica, aportó a las generadoras de electricidad anteriores una fábrica de carburos en La Peña, valorada en 600 000 pesetas. La producción de carburos consumía electricidad para tratar el material de minas cercanas, lo que permitía a la empresa resultante aprovechar la producción sobrante cuando no había demanda. Dado el diferente coste en el periodo de la energía eléctrica según la distancia a la generación, la combinación de yacimientos minerales y generación era una oportunidad de negocio habitual de las empresas eléctricas. Significativamente, el producto podía ser empleado en lámparas de carburo, una opción de iluminación para situaciones en el que la luz eléctrica no estaba disponible.

### Primeros años
La sociedad resultante seguiría presida por Pedro Bergua e integraría en su consejo a algunos representantes de los capitales vascos de Teledinámica como el barón de Areyzaga o el ingeniero Miguel Mantecón Arroyo. El Banco de Vizcaya mantendría una posición minoritaria en la compañía en los años siguientes, en lo que era visto como un mercado independiente en la frontera entre las zonas de influencia de las eléctricas vascas y catalanas. El capital social de la empresa empresa resultante, de 10.800.000 pesetas, era elevado para la época, mostrando el volumen económico de la nueva industria eléctrica. La compañía también emitió obligaciones por valor de 7.300.000 pesetas y era junto a Tranvías de Zaragoza una de las principales empresas de la zona en los mercados financieros.
Las empresas eléctricas estuvieron en el periodo sometidas a una intensa conflictividad social ante las acusaciones de que los precios fijos perjudicaban a los consumidores al no medirse el uso real de la energía. Un decreto de 1907 había obligado a la instalación de contadores, aunque su aplicación fue irregular. Particularmente ERZ se vio involucrada en pleitos contra consumidores que defendieron que los descuentos a grandes consumidores eran una forma de burlar los decretos contra precios mínimos y que fueron seguidos con interés por el sector a lo largo de toda España. La prensa también criticaba los precios del sector y su acaparamiento de las concesiones hidráulicas en vez de emplearse para la industria. El director de ERZ, Santiago Corella, se convertiría en un destacado líder de la patronal eléctrica para responder a estos conflictos, que organizó a través de una Unión Eléctrica Española. La rentabilidad durante el periodo fue sin embargo elevada, en medio del auge económico que vivió España durante la Primera Guerra Mundial.
ERZ competía principalmente con pequeñas empresas locales que aprovechaban antiguos molinos y azudes. Entre estos cabe destacar el molino Gállego, de Murillo de Gállego, que suministraba energía a la localidad y a algunas vecinas como Santa Eulalia y Ayerbe, Electra Camarera, que desde San Mateo de Gállego suministraba a Zuera, Villamayor y Villanueva de Gállego, Electra Peñaflor, con un molino en Peñaflor de Gállego para iluminación de la localidad y el suministro de la industria papelera en Montañana, Fuerzas Motrices del Huerva, con un pequeño salto en el río homónimo en Zaragoza y que abastecía algunas industrias en la ciudad, Electra de Almozara, que desde un molino en Utebo abastecía algunas localidades aguas arriba de Zaragoza, o las Harineras de Pujol y la Electro Harinera de Cinco Villas, ambas en Ejea de los Caballeros. También, y fuera del sector eléctrico, rivalizaba con la Societé pour l’éclairage des villes de Biarritz et Saragosse, de capital francés, que tenía el dominio de la iluminación a gas en Zaragoza.

### La red inicial
La central de Casablanca se pudo ampliar hasta 600 CV en 1918, renovándose sus equipos hidráulicos. Finalmente, en 1919 se culminó la integración técnica de las redes de las diferentes compañías en una explotación conjunta. La compañía obtuvo así una primera red eléctrica a gran escala para la capital aragonesa, donde desde las centrales del Gállego al norte llegaba una línea de corriente alterna a alta tensión a 30 kV hasta la antigua central de Peral. Esta actuaba como una subestación eléctrica, bajando la tensión a los 3000 V en los que generaba la central de San Carlos, cuya línea llegaba a la subestación desde el sur. La energía se distribuía en ese voltaje a diversos centros de transformación que luego la reducían a la tensión de consumo de 150 V. Junto a la subestación se encontraba la subestación de tracción de la red de tranvías de la ciudad. Igualmente se ofrecía a los consumidores del centro de la ciudad la opción de suministro en continua desde la subestación, algo ineficiente para las distancias mayores del resto de la población.
La subestación contaba con baterías para asimilar las fluctuaciones en la generación (tanto Casablanca como Carcavilla son centrales fluyentes, sin capacidad para adaptarse a la variación de demanda). La industria química de La Peña completaba la infraestructura para permitir el aprovechamiento del excedente sin necesidad de sobredimensionar la capacidad de baterías instalada y para 1913 estaba produciendo más de 2 000 toneladas anuales de carburo de calcio. Esta producción se concentraba en los momentos de mayor hidraulicidad en primavera y otoño. La compañía también recurría a ofrecer descuentos a los grandes clientes por interrumpibilidad durante los picos de consumo por alumbrado para gestionar la demanda.
No solo Zaragoza era abastecida desde esta red. Desde Marracos también se despachaba energía a la comarca de Cinco Villas, gracias a una línea de distribución Marracos-La Varluenga-Ejea-Rivas-Biota, propiedad de la empresa independiente Electra Harinera de Cinco Villas.

## Eléctricas Reunidas a principios delsigloXX

### Desarrollo como empresa
La demanda de energía en Aragón fue creciente a comienzos del siglo XX, lo que dejó poca energía excedente para la fábrica de carburos. Igualmente, Eléctricas Reunidas fue ganando nuevos contratos como el alumbrado público de Ejea (que hasta 1920 había sido en cambio adjudicado a la Electra Harinera). Eléctricas Reunidas decidió construir una nueva central en el Gállego para rentabilizar la fábrica de carburos y dar margen al crecimiento comercial de la compañía. Se eligió Anzánigo, en las cercanías de la central de Carcavilla y de la fábrica de carburos, como emplazamiento para el nuevo proyecto, otra vez bajo la dirección de Arellano Lapuerta. Para financiar el proyecto se amplió el capital social de la empresa hasta los quince millones de pesetas. La construcción fue accidentada, especialmente dada una huelga en 1920 que duró meses y que afectó a la recaudación. ERZ recurrió al uso de militares del cuerpo de pontoneros asentado en la ciudad para seguir dando servicio durante la huelga de sus trabajadores. La nueva central, de 6000 CV, entró finalmente en funcionamiento en marzo de 1921. Ese mismo año cambió la presidencia de ERZ, que quedó bajo la dirección de Agustín García Julián. Para 1922 ERZ había alcanzado los 19 000 abonados con 160 000 puntos de luz, 835 industrias con 9 860 CV de fuerza y 20 servicios de alumbrado público entre la ciudad de Zaragoza, la ribera del Gállego y las Cinco Villas.
En general, el periodo de la Primera Guerra Mundial había visto en España un auge harinero que se estaba normalizando una vez acabado el conflicto y que afectaba a muchos competidores de ERZ, que quedaban fuera de escala frente a ella. Así, en 1923 la demanda en auge en Ayerbe generó un conflicto entre Ayerbe Electra, dueña de red local, el sindicato de riegos local, que también tenía instalaciones de distribución en el pueblo, y el suministrador de Murillo de Gállego que estaba ampliando capacidad para satisfacer la demanda ayerbense. A raíz de ello, ERZ empezó a suministrar también energía en dicha localidad a las instalaciones del sindicato. Eléctricas Reunidas también sufrió la normalización del mercado en la década de 1920 pese a estas ganancias de cuota de mercado, con una bajada en su rentabilidad. Pese a ello, en 1924 Eléctricas Reunidas consolidó su posición añadiendo una nueva central térmica de reserva en Zaragoza, formada por dos grupos diésel en Casablanca. La nueva central de reserva era de aproximadamente 2500 CV.
Eléctricas Reunidas fue desde su nacimiento una de las mayores entidades económicas de la región. Cuando en 1926 se creó la Confederación Hidrográfica del Ebro, ERZ fue una de las corporaciones con representación entre sus síndicos. A diferencia de otras eléctricas locales, que por el menor tamaño de sus instalaciones compraban equipos de pequeños talleres regionales, las instalaciones de Eléctricas Reunidas solían requerir equipos de más de 1000 CV, de fabricantes importados desde Centroeuropa como Brown Boveri o Escher Wyss & Cie. Incluso aun así, el auge eléctrico supuso el desarrollo de una industria local como Maquinista Aragonesa para evitar cuando fuera posible la dependencia logística de traer equipos de Barcelona o importados.
Otro hito en la historia de la compañía fue la adquisición en 1927 de la industria de gas local en Zaragoza tras su nacionalización. La compañía de gas de Zaragoza, de capital francés, utilizaba el carbón como un insumo clave y se había visto afectados por las oscilaciones de precios de esta materia prima tras el final de la guerra. Eso se sumaba a las críticas sociales por su carácter extranjero. Los activos adquiridos formarían el negocio gasista de ERZ, base histórica de la actual Redexis Gas. ERZ logró así absorber también la iluminación por gas que competía con la electricidad y diversificar sus ingresos al entrar en el suministro de energía térmica para usos domésticos e industriales. Pese a ello, ERZ fue un promotor de la electrificación, actuando como distribuidor de motores eléctricos para que la pequeña industria se pasara a la nueva tecnología.

### Primera expansión de la red
Posteriormente y aprovechando su control de la red de distribución la empresa empezó en 1928 a comercializar el excedente de producción eléctrica de Electro Metalúrgica del Ebro (EMESA), una compañía química de Sástago que había construido en 1907 una central con agua del Ebro para abastecer sus propias demandas. Con el tiempo, EMESA llegó a tener hasta tres centrales en los meandros del río en Sástago, que evacuaban una parte significativa de su producción a la red zaragozana de Eléctricas Reunidas. La red de ERZ creció siguiendo el Ebro hacia el este, permitiendo la importación de energía del mercado catalán. Así Eléctricas Reunidas firmó en 1928 un acuerdo con Riegos y Fuerza del Ebro, un grupo con generación en la provincia de Lérida, para comprarles energía.
La combinación del acceso a la producción de terceros, los incrementos de producción por las nuevas centrales propias y la seguridad que le daba la propiedad de una conexión con la red catalana (algo de lo que empresas de la competencia como Energía e Industrias Aragonesas, EIASA, entonces carecían) permitieron a Eléctricas Reunidas satisfacer la demanda creciente de Zaragoza y extenderse más allá. Zaragoza, el principal mercado de ERZ, se industrializó rápidamente con tasas de electrificación en sus talleres por encima del resto de la provincia. Fue significativa la creación de una nueva subestación en la zona de San Gregorio al norte de la ciudad, que permitió abastecer a la nueva Academia General Militar y atender a otras demandas. Notablemente, la subestación permitió un nuevo ramal a Utebo, con Electra Almozara pasando a abastecerse desde la producción de ERZ. El edificio de la subestación, inaugurado en 1929, fue obra del ingeniero José Gasqué y, basado en el estilo vienés, es hoy en día un bien catalogado.

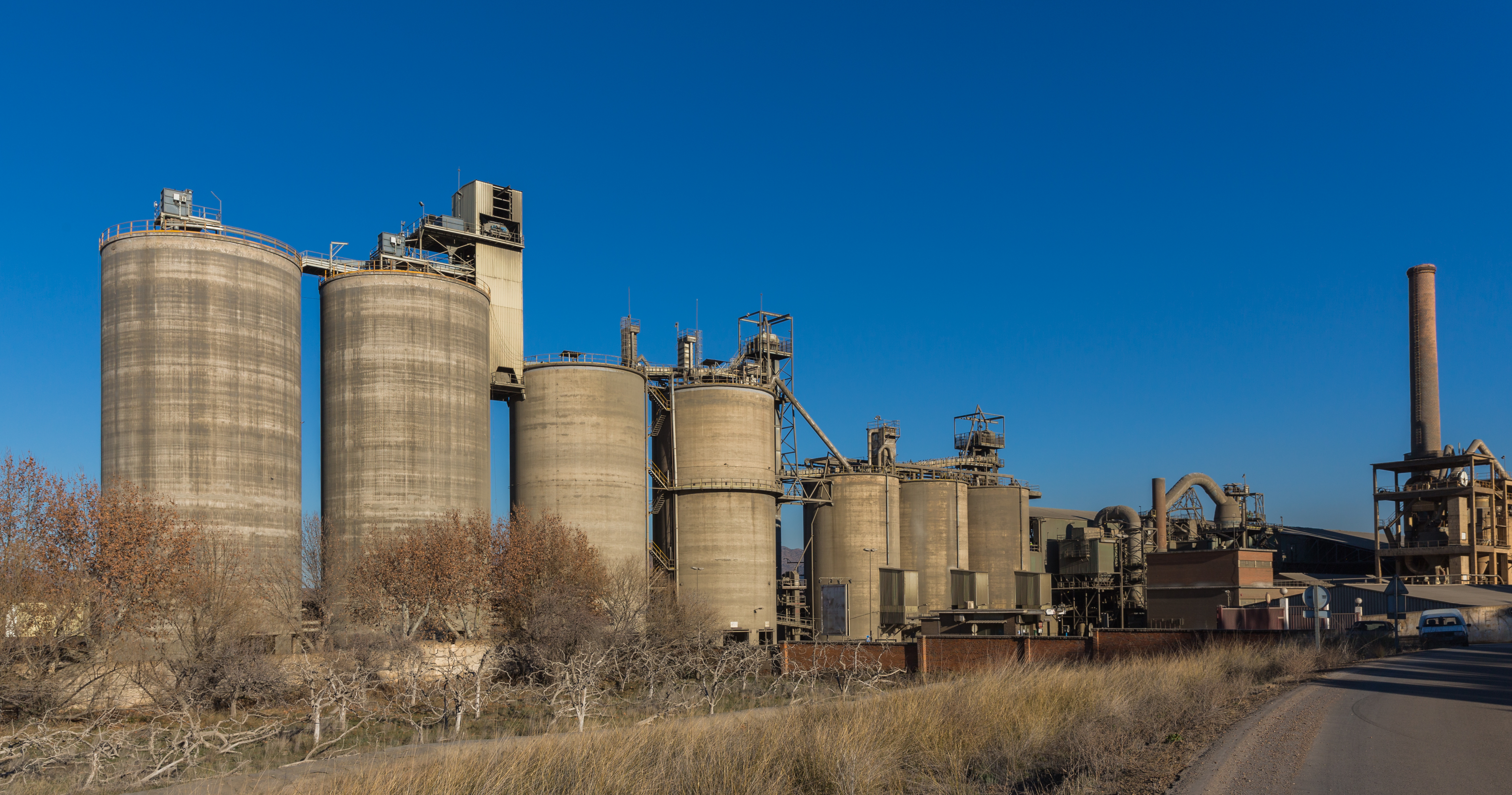
La fábrica de cemento de Morata de Jalón, hito de la industrialización regional, sería uno de los contratos claves para la expansión original de ERZ.

Eléctricas Reunidas también amplió su comercialización a la ribera del río Jalón cuando ese mismo año se instaló la cementera de Morata de Jalón, que tenía entre sus promotores a directivos de ERZ, incluyendo a su entonces presidente Miguel Mantecón Arroyo. Saltos del Huerva y del Jalón se convirtió así en distribuidora dependiente de Eléctricas Reunidas. En la ribera del Jalón, Saltos del Huerva y del Jalón tenía una central en Purroy. La nueva filial de ERZ también alimentaría a la mina de Tierga, otro de los hitos industriales aragoneses de la época que contaría con una pequeña planta térmica para las instalaciones. La sociedad también tenía dos centrales en Muel para alimentar a varias localidades de la ribera del río Huerva al sur de Zaragoza. Eléctricas Reunidas extendería así su servicio a dieciséis poblaciones entre ambas riberas.
Sin embargo muchas localidades al sur de Zaragoza siguieron en manos de competidores de ERZ. Fue el caso de Hidroeléctrica del Mesa, con central de 140 CV en Ibdes que abastecía otra docena de localidades en las cuencas de los ríos Mesa y Piedra y que Saltos del Huerva y del Jalón pronto absorbería. Las principales poblaciones como Épila, La Almunia, Calatayud y Ateca y sus canteras y explotaciones mineras mantuvieron empresas propias locales en antiguos molinos. Calmarza y la vecina comarca de Molina de Aragón mantendrían igualmente sus propias centrales en los ríos Mesa y Piedra.

### La expansión al oeste y la relación con Hidráulica Moncayo
Así durante los años veinte y treinta la zona de influencia de ERZ era excedentaria en producción. Aunque la generación propia de la compañía era limitada, pues muchos de los saltos hidráulicos del Pirineo estaban en manos de competidoras como EIASA o Hidroeléctrica Ibérica, el control de la red eléctrica dejaba a la compañía en una situación estratégica para beneficiarse también de la generación de terceros. Desde 1929 la rentabilidad de la empresa se recuperó, volviendo por encima del 10%. En 1930 dejó de funcionar Electra de Almozara, otro de los históricos molinos que competían contra ERZ en las localidades al oeste de Zaragoza, mientras ERZ seguía consolidando su posición.
Eléctricas Reunidas también acometería importantes inversiones para modernizar la infraestructura de gas adquirida en Zaragoza, con un horno de coque Didier en 1931 y un gasómetro cerca de sus instalaciones centrales de la plaza de San Miguel en 1933. La fábrica de gas de Zaragoza producía diariamente 2500 metros cúbicos de gas y 6500 kilos de coque a partir de carbón asturiano. ERZ seguía siendo uno de los suministradores de carburo de calcio en Aragón gracias a su fábrica de La Peña.
La expansión al oeste puso sin embargo a ERZ en conflicto con otras empresas. Hidroeléctrica Cinco Villas, que abastecía a Uncastillo y otras partes de las Cinco Villas, había requerido desde 1929 ampliar capital para construir una nueva central, por lo que dio entrada al Banco Zaragozano (con vínculos a ERZ), ERZ y la navarra Hidráulica Moncayo. ERZ e Hidráulica Moncayo tuvieron sus disputas, en la medida que la primera trataba de bloquear la presencia de la segunda en el consejo de administración y atar a empresa a la financiación del Banco Zaragoza y el suministro de energía de ERZ. La compañía navarra también se posicionó como accionista de Electra Murillo el Fruto, sociedad local navarra que se extendía por la misma zona al oeste de ERZ, o dando servicio directamente. Moncayo finalmente analizaría y desecharía la compra de Electra Vozmediano, compañía con presencia en la comarca de Borja. Se trataba de una zona con un importante crecimiento de la demanda por las harineras que daban servicio al zona cerealista de Cinco Villas, la ejecución de proyectos de elevación de aguas y la electrificación de las pequeñas industrias locales. La zona llegó a atraer incluso el interés de empresas vinculadas a EIASA pese a estar mucho más lejana a la red de esta.
Finalmente en 1931-1932 las compañías llegaron a un entendimiento. ERZ vendió su participación en Hidroeléctrica Cinco Villas a Hidráulica Moncayo que en 1933 se convirtió en el mayor cliente de Eléctricas Reunidas al comprarle energía para revender en la Ribera Navarra. Hidráulica Moncayo quedaba sin embargo en una desventaja competitiva al depender de ERZ, por lo que buscó en los años siguientes alternativas hasta lograr en 1936 conectarse a la red de Hidroeléctrica Ibérica.

### Eléctricas Reunidas antes de la guerra civil

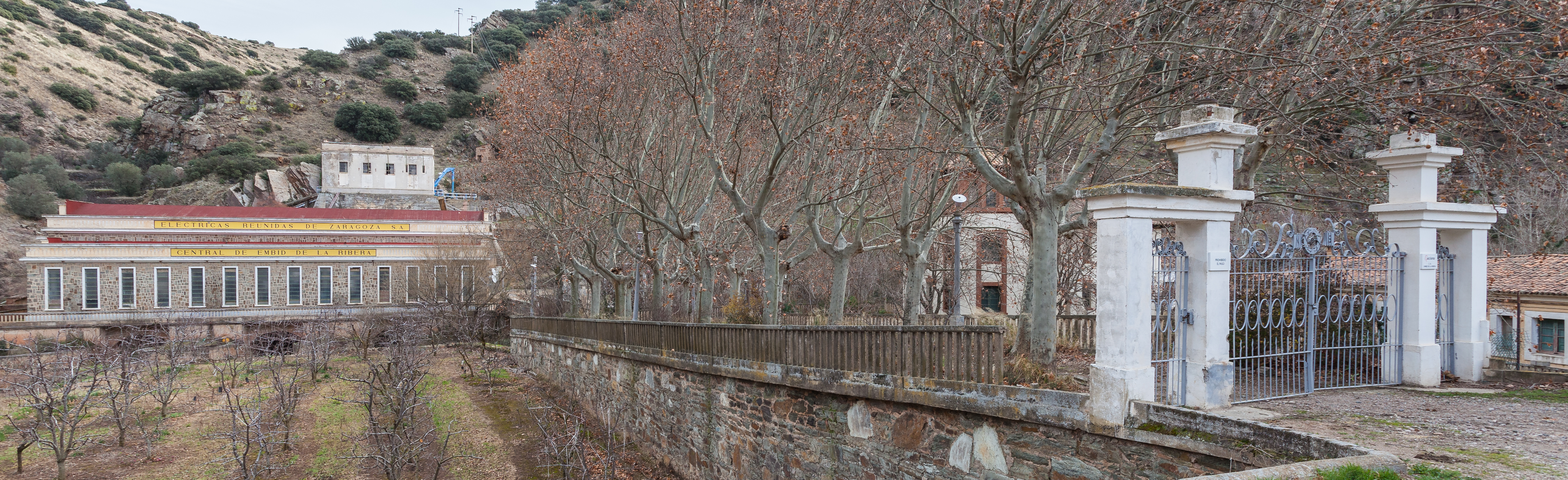
La central de Embid de la Ribera, que aún mantiene el rótulo de Eléctricas Reunidas.

Aparte de en las Cinco Villas, ERZ también se reforzó en el eje del Jalón con la construcción de la central de Embid (situada en Embid de la Ribera, junto al núcleo de consumo de Calatayud) en 1934. La central, de 3,2 MW, era significativamente más grande que el resto de pequeños aprovechamientos supervivientes en el Jalón, como la pequeña central hidroeléctrica de Electra Marcial en Huérmeda, que terminaría también siendo absorbida por ERZ, las instalaciones de Electra de Embid de la Ribera (que además de la localidad homónima abastecía a Paracuellos de Jiloca) o la Central Eléctrica de Terrer. La mayoría de estas dejaron de dar servicio tras la terminación de la nueva central de ERZ.
En 1935 Eléctricas Reunidas tenía instalados 15,79 MW y produjo 83 034 390 kWh, un 2,5% del mercado nacional. Esto lo colocaba entre las empresas medianas pero a gran distancia de los dos grandes grupos españoles que formaban una categoría en sí, Hidroeléctrica Ibérica y Barcelona Traction. En 1936 ERZ adquirió activos de Electra de Tardienta, otra sociedad local vinculada al auge harinero que se encontraba al norte de las instalaciones de Eléctricas Reunidas en Marracos. También ese año pasó a estar presidida por Ricardo Royo Villanova, una de las personalidades de la Zaragoza de la época. Para financiar las adquisiciones y construcciones de los años previos el capital social de la empresa se había incrementado hasta los cuarenta millones de pesetas.

## Posguerra

### Posguerra y autarquía
Durante la guerra civil española, Zaragoza quedó en el territorio controlado por los sublevados. Eléctricas Reunidas tuvo que contribuir económicamente al alzamiento contra la República como empresa, además de recaudar forzosamente contribuciones entre sus empleados. La guerra supuso pocos daños en las centrales pirenaicas que suponían el grueso de la producción de Eléctricas Reunidas, si bien la rentabilidad de la empresa se hundió durante los años de conflicto.
El periodo posterior se vio marcado por años de sequía que limitaron la producción hidroeléctrica, si bien esta solo explica parcialmente la ineficiente producción general de las centrales. Así, la sequía es considerada a menudo una excusa política del nuevo régimen, cuya congelación de tarifas eléctricas por motivos políticos desanimó la inversión en el sector. En general, las horas de funcionamiento de las centrales bajaron, hubo problemas para el abastecimiento de materias primas como el cobre y el hormigón y se generalizó el robo de electricidad, tanto a pequeña escala en la posguerra como por la corrupción de las autoridades del nuevo régimen franquista.
Desde la década de 1940, ERZ aprovechó para absorber algunas compañías más pequeñas y lograr economías de escala. Se trató de una estrategia de concentración a gran escala, pues además de empresas técnicamente complementarias también fueron absorbidas en ese periodo numerosas empresas independientes menores en Aragón, concentrando la oferta eléctrica. La tendencia general del sector en España fue una concentración que redujera la dispersión en pequeñas empresas inviables económicamente y como principal empresa eléctrica en su región ERZ se benefició de la oportunidad de convertirse en el principal actor eléctrico aragonés. A su vez, fue objeto de inversiones de otras eléctricas como Hidroeléctrica Ibérica, que compró un paquete de acciones de ERZ para tener una presencia en el mercado aragonés.
ERZ procedió a expandirse mediante adquisiciones diversas entre las que cabe mencionar la empresa de Juan Antonio Ínigo Bueso en 1940, que tenía red en Daroca, el contrato de suministro para la cooperativa de consumidores de Calatayud y una central de 100 CV en Manchones. Junto a su núcleo zaragozano incorporó a la pequeña distribuidora Electra de Movera en 1941 y absorbió en 1943 a Saltos Unidos del Jalón. Saltos Unidos era fruto a su vez de la fusión de Electra Jalón, fundada en torno a un salto hidráulico de 200 CV en Calatorao, y a Industrial Jalonesa de Morés con otra central hidráulica de 115 CV. Ambas tenían asimismo contratos para suministrar a varias localidades de la comarca del Jalón. La red de ERZ se extendió así inorgánicamente siguiendo los ejes del Jalón y el Ebro, obteniendo nuevas fuentes de generación suplementarias y aumentando su volumen de negocio.

### UNESA y la construcción de nuevas centrales
En 1943 la presidencia de ERZ pasó a Francisco Fernández de Navarrete y Rada. Ese mismo año tuvo lugar el hito de la interconexión entre la red de 30 kV de ERZ y la de 66 kV de EIASA. Se trataba de una iniciativa típica del periodo que seguía la reciente interconexión entre EIASA y la red de Hidroeléctrica Ibérica, cuya red en el oeste de Aragón enlazaba con el País Vasco. Poco después y en respuesta a la congelación de tarifas y los problemas de la industria, el sector eléctrico se coordinó a nivel nacional en UNESA para potenciar esta creación de una red interconectada que diera mayores garantías de suministro. ERZ formaría junto a su rival EIASA una de las seis zonas en que se organizaría la asociación. La nueva organización permitía una coordinación entre las eléctricas, hasta entonces integradas verticalmente, de forma que unas vendieran energía a otras y los dueños de las redes recibieran peajes por el tránsito de energía.
El bienio 1944-1945 estuvo caracterizado por una sequía, que supuso problemas de generación hidroeléctrica, y por los planes gubernamentales de crear empresas públicas de generación eléctrica. En respuesta, las empresas de UNESA comenzaron un plan de construcción de nuevas centrales dando comienzo a una larga pugna entre empresas privadas y públicas en el sector. Eléctricas Reunidas apostó por crear una nueva central de carbón en los yacimientos de las Cuencas Mineras de Aragón en la provincia de Teruel. En general las centrales térmicas estaban siendo las grandes beneficiadas del pobre desempeño de la energía hidráulica tras la guerra civil. La demanda eléctrica en el mercado aragonés de ERZ crecía a un ritmo de un 5% anual, ligeramente por encima de la media española y decididamente mejor que en Cataluña aunque por debajo de empresas vecinas similares en Navarra y el País Vasco. Una nueva central térmica permitiría tanto abastecer Zaragoza, que seguía dependiendo fundamentalmente de la energía hidráulica, como seguir creciendo pese a que otros productores de electricidad que dominaban los mercados catalán y vasco habían agotado los saltos disponibles en el Pirineo. Por ello, se había decidido en 1943 la construcción de la central térmica de Aliaga, plan que se iría avanzando a lo largo de la década.
Además de entrando en la generación termoeléctrica a gran escala, ERZ también desarrolló nuevos proyectos hidroeléctricos. La filial de ERZ Saltos Unidos se hizo también con una antigua central hidráulica en Añón de Moncayo en 1945. Aunque la compra de la primitiva central le permitió acceder también al mercado de Borja y su comarca por la red adquirida, la generación era pequeña y obsoleta. La construcción y adquisición de nuevas centrales en la zona sería otro de los focos en el periodo 1945-1950. 
En el Jalón también construyó en 1945 la central de Requijada en Nuévalos, con concesión de aguas del río Piedra. La central abastecía la demanda del núcleo turístico junto al monasterio de Piedra y generaba un excedente a inyectar a la red. El proyecto fue clave para la recuperación económica del complejo, afectado por la caída de la demanda durante la guerra civil y la subsecuente posguerra, así como para la expansión de ERZ en el territorio de Hidroeléctrica del Mesa aunque su construcción detrajo caudales de dos cascadas del entorno natural y supuso afecciones a la piscicultura en la zona.

### La extensión a Huesca
Eléctricas Reunidas siguió en 1945 con la política de absorción de competidores, interconexión de redes y ampliación de capacidad a lo largo de su eje principal en el Gállego absorbiendo a Electra Camarera, que tenía una pequeña central de 200 CV en San Mateo de Gállego en el curso bajo del río y red propia que desde la zona se extendía hacia los Monegros. El mismo año absorbió a Hidroeléctrica de Huesca (conocida popularmente como la Hidro), con red en los alrededores de Huesca y 620 kVA de producción en el tramo del Gállego cerca de Anzánigo al norte de las centrales de ERZ. La fábrica de carburos seguía operativa en la zona, con una producción de 2 500 toneladas anuales. 
ERZ tenía durante los años cuarenta planes para hacer un aprovechamiento integrado del curso bajo del río Gállego, lo que la puso en conflicto con los regantes, que reclamaban más caudales para uso agrícola mediante el rescate de las concesiones hidroeléctricas. Especialmente las centrales de Camarera y Marracos fueron motivos de desavenencia, lo que no evitó que se actualizara la maquinaria de la segunda central. Se pasó de cuatro turbinas a dos, repotenciando ligeramente la central.
En 1947 Eléctricas Reunidas absorbió también a Electra Jacetana, dueña de generación en el curso del río Aragón en Castiello (1,8 MVA) y Villanúa (9,5 MVA), además de la concesión de aguas para un nuevo proyecto en Ip y red en las cercanías de Jaca. En cambio, Mutua Eléctrica Jaquesa se mantuvo independiente en la zona gracias a una alianza con la rival de ERZ, EIASA, que tenía el predominio en la vecina Sabiñánigo. Las nuevas centrales hidráulicas de ERZ extendieron su zona de actividad al curso alto del río Gállego y al río Aragón, alcanzando un 25% de la generación instalada en la provincia de Huesca. Eléctricas Reunidas extendió entonces su red desde Anzánigo hasta Jaca por Sabiñánigo para conectar con su nueva generación, mientras que empezó a elevar el voltaje y actualizar la subestación de San Gregorio en la que esta generación llegaba a Zaragoza.
ERZ se hizo también con Eléctrica de San Vicente Ferrer de Graus y con Eléctrica de Boltaña, que fusionó con su nueva filial oscense. Con ellas se hizo con redes de distribución en la provincia de Huesca que le permitieron aumentar su cartera de clientes. Sin embargo, la interconexión sería compleja y llevaría a dependencias mutuas de la red de Eléctricas Reunidas con la de EIASA, que controlaba la línea eléctrica Sabiñánigo-Biescas-Panticosa, y la de Hidroeléctrica de Cataluña, dueña de red en el oriente de Aragón conectada con Cataluña. La relación entre las eléctricas no fue fácil pese a los acuerdos a través de UNESA, con EIASA y ERZ teniendo un conflicto en la primavera de 1947. EIASA ejecutó en 1947 la línea de transporte a Perarrúa para interconectar con la red catalana al norte del Ebro que vertebró eléctricamente la zona.

### Saltos Unidos del Jalón
Saltos Unidos finalmente resolvió los problemas de su central de Añón comprando las centrales de Morana y Morca, ambas construidas por otros promotores en 1948 con aguas del río Huecha a su paso por Añón. Con esta adquisición dio finalmente de baja la obsoleta central original de Añón en 1949. Pero, con más de 1700 kVAs de nueva potencia entre ambas, la nueva generación adquirida no sólo superó a esa central sino a otros pequeños saltos hidroeléctricos en la zona. Así por ejemplo, la Electra Molino de Novillas, con un pequeño salto en el Canal Imperial en Novillas, desaparece del nomenclátor en los años siguientes.
Tras haber construido la central de Requijada, la filial de ERZ también pudo expandirse en la zona del Jalón y en 1950 ejecutó una línea Requijada-Alhama que conectó la red de Hidroeléctrica del Mesa. Saltos Unidos se hizo después el suministro de Ateca en 1951, hasta entonces en manos de empresas locales entre las que había destacado Electra de la Cañada (de Aniñón) y el molino de Ateca. Tras considerarse la municipalización, ERZ llegó a acuerdos con el ayuntamiento y con Chocolates Hueso, la principal industria de la localidad y empezó a proveer la iluminación tras instalar un centro de transformación en terrenos cedidos por el ayuntamiento.

### El desarrollo del carbón
La consolidación permitió una explotación más eficiente de las instalaciones hasta entonces fragmentada en una multitud de pequeños saltos hidráulicos y pequeñas centrales térmicas creando un monopolio regional. La cuota de mercado de ERZ en Aragón se disparó del 8% al 20%. Las fusiones mejoraron el perfil financiero de ERZ y le permitieron acometer inversiones propias según las tendencias del mercado. 

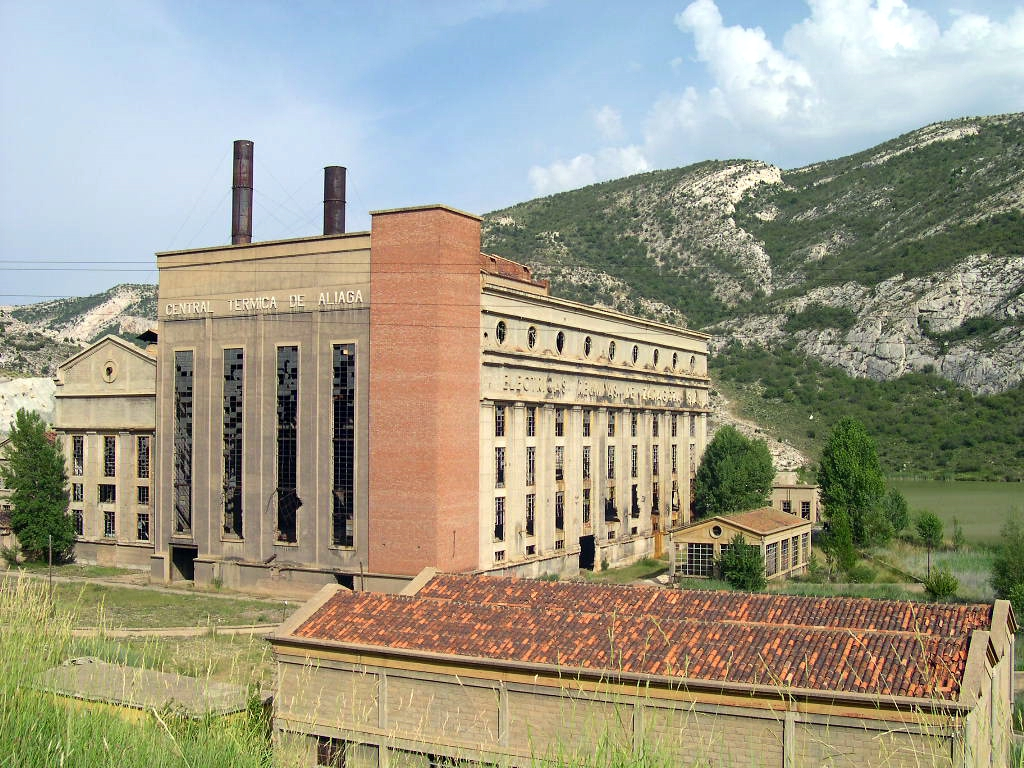
La central térmica de Aliaga fue un hito importante en el desarrollo de ERZ.

Pese a ello la construcción de la central térmica de Aliaga (de dos grupos de 10 MW cada uno) supuso uno de los mayores desafíos para la compañía. Las obras comenzaron en 1949. El proyecto de Aliaga fue una gran obra de ingeniería que requirió una concesión de agua desde el río Guadalope (lograda en 1945 con un embalse siendo construido para aprovecharlo), la puesta en servicio de varias minas explotadas por la filial de Eléctricas Reunidas, Minas e Industrias de Aliaga, un cable aéreo para transportar el carbón entre las minas y la central y la construcción de dos nuevos barrios para los trabajadores, La Aldehuela para los de la central y Santa Bárbara para los de las minas. La central también implicó una línea de alta tensión Zaragoza-Aliaga que sería vertebral para ERZ. La central térmica de Escatrón fue una obra semejante ejecutada en competencia con ERZ por la Empresa Nacional Calvo Sotelo (ENCASO) en las cuencas hullíferas del sureste de Aragón.
La central fue finalmente inaugurada en 1952. La nueva generación térmica fue clave para eliminar las restricciones de suministro que la industria zaragozana estaba padeciendo desde la Guerra Civil. Las elevadas inversiones del proyecto dejaron sin embargo a la compañía fuertemente endeudada y con problemas financieros que motivaron una estrecha vinculación con la banca regional. La congelación existente de las tarifas eléctricas, pese a la presión de UNESA, puso a la compañía en una situación económicamente delicada tras su inversión en Aliaga. La situación llegó a tal punto que se llegó a plantear ceder la empresa al estado.

## Eléctricas Reunidas durante el desarrollismo

### Reequilibrio financiero y vuelta a la expansión

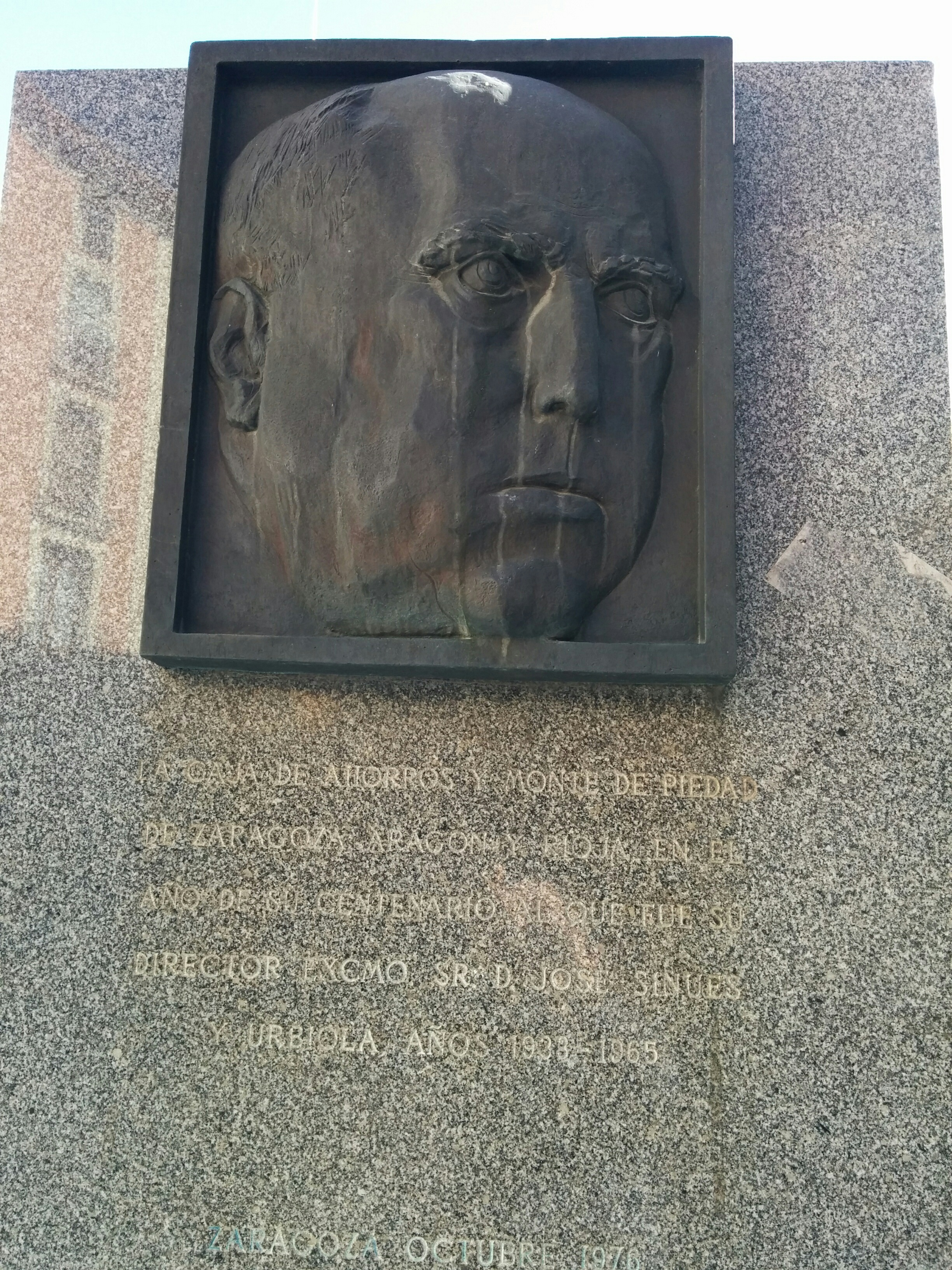
Monumento a José Sinués, que entre otros cargos fue presidente de Eléctricas Reunidas de Zaragoza.

Por ello Eléctricas Reunidas pasó a ser presidida desde 1952 por José Sinués y Urbiola, también presidente de Ibercaja y consejero de otras empresas energéticas españolas. Desde 1953 se elevó notablemente el precio de la electricidad con las nuevas tarifas tope unificadas por las presiones de la patronal eléctrica, lo que mejoró la situación económica de ERZ. Además de la subida del precio de la energía, se creó el Repartidor Central de Cargas (RECA) para gestionar el reparto de la generación entre los diferentes productores y la Oficina Liquidadora de Energía (OFILE) como cámara de compensación eléctrica para asegurar los pagos por la energía entre generadoras y distribuidoras. Los resultados financieros de ERZ mejoraron notablemente, con un incremento del dividendo.
La consolidación del sector eléctrico siguió auspiciada por las relaciones personales y financieras desde entonces. Bajo la dirección de Sinués cabe destacar la extensión de la red hacia el oeste a través de su filial Saltos Unidos del Jalón. Tras Ateca, la empresa también lograría hacerse con el mercado de algunas localidades de la ribera del Jalón y de la frontera de las provincias de Zaragoza y Soria que estaban interconectadas con Ateca como Cihuela en 1955. Otras, como Calcena, Talamantes y Oseja mantuvieron su propia generación desde un molino en la primera localidad, no entrando ERZ en su territorio hasta que este se incendió en 1957.
Las fusiones del sector en Navarra crearon en cambio a FENSA, filial de la sucesora de Hidroeléctrica Ibérica, Iberduero. Esta evolución supuso que la nueva compañía dejara de comprar energía a ERZ, como había hecho su predecesora Hidráulica Moncayo, para comprar más barato a Iberduero. FENSA no sólo consolidó el sector en la ribera navarra sino que también adquirió Electra Turiaso de Tarazona y Electra Vozmediano de Vozmediano, bloqueando la expansión de ERZ en esa dirección. Ambas tenían centrales en el río Queiles y ofrecían suministro en localidades de Soria y de las comarcas de Tarazona y Borja. Similar pasó entre Navarra y las Cinco Villas, donde además de los activos de la antigua Hidroeléctrica Cinco Villas, FENSA también suministró energía a la Industrial Sangüesina, que abastecía Sangüesa y Sos del Rey Católico.

### La expansión a Teruel

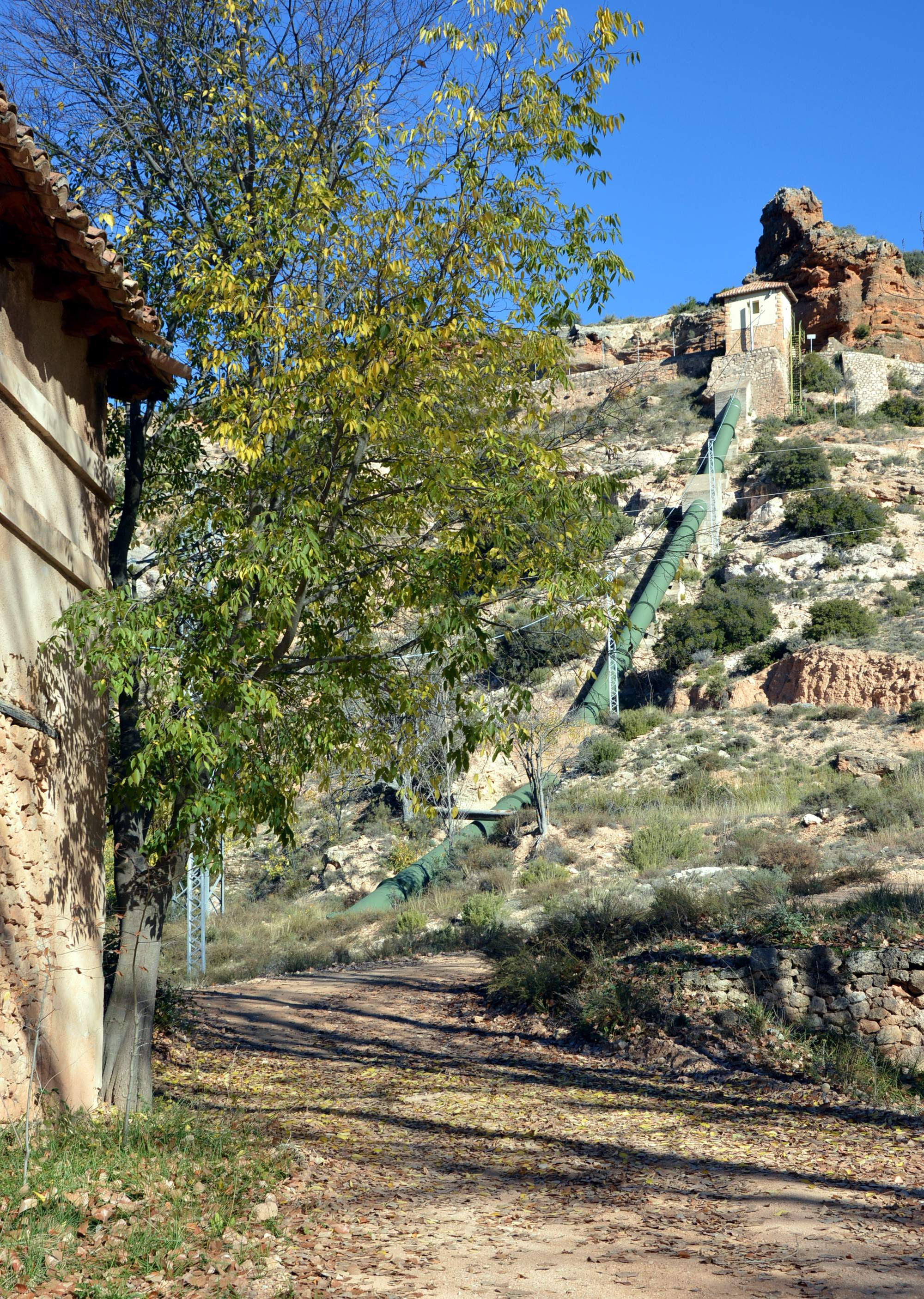
La antigua central de Castielfabib (Rincón de Ademuz), adquirida por Teledinámica Turolense un año antes de que esta fuera adquirida por ERZ.

En cambio el sector en la provincia de Teruel estaba en general aún fragmentado en comparación con las provincias de Zaragoza y Huesca, limitando la rentabilidad de las empresas locales, generando problemas de fiabilidad del suministro y haciéndolas objetivos de adquisición para empresas mayores como ERZ. Ya en años precedentes había sido considerada una zona disputada entre varias eléctricas principales, ERZ incluida, y era una de las zonas de España donde aún sobrevivían pequeñas empresas de autoabastecimiento.
Eléctricas Reunidas absorbió así en 1955 a Teledinámica Turolense, dueña de las centrales hidroeléctricas de Teruel (que incluía una planta de producción de carburo), Sarrión y Castielfabib, y de la red de distribución de Teruel además del contrato para abastecer las minas de Libros. Dicha red era sin embargo dependiente de importaciones de energía, que había suplido en el pasado con compras a Hidrola.
Tras analizarse la opción de construir una nueva línea de alta tensión que conectara la red adquirida en Teruel con las instalaciones preexistentes de ERZ en Daroca, Eléctricas Reunidas compró en 1956 —tras una ampliación de capital— a Electra de Sierra Menera, antigua filial de la Compañía Minera de Sierra Menera que abastecía a la comarca del Jiloca, y consolidó sus redes. Con esta segunda compañía, ERZ también adquirió una central hidroeléctrica en Checa y el suministro de la mina de Setiles, lo que supondría una pequeña presencia en la provincia de Guadalajara, así como redes de distribución en dieciséis localidades.
Eléctricas Reunidas agruparía sus activos en Teruel bajo una filial denominada Eléctricas Turolenses. La interconexión con la red principal de ERZ fue clave al permitir a la empresa introducir en el área generación a precio más bajo que las pequeñas fábricas de luz locales, sacándolas del mercado en los años subsiguientes. Así en la década de 1950 cerraron competidoras como Electra Ribera del Jiloca de Mariano Rubio (con instalaciones en Luco de Jiloca, Burbáguena y Calamocha), las fábricas de luz López y La Salumí de Calamocha, la Eléctrica Vicente Martínez de Montón, Electra Aurora de Fuentes de Jiloca, la fábrica de luz de Morata de Jiloca, el molino los "Algarces" de Velilla de Jiloca o la Electro Harinera del Piedra, que desde Cimballa alimentaba Milmarcos. Algunas de estas instalaciones, como las fábricas de luz La Salumí de Calamocha o la de Burbáguena, pasaron a manos de ERZ que también adquirió las respectivas redes de distribución en catorce localidades de Electra Ribera de Jiloca y de Calamocha. Otras, como Electra Villafeliche aparecen desde entonces como entidades técnicamente dependientes del sistema eléctrico de ERZ, con altas barreras de entrada para nuevos actores.

### La consolidación en Huesca y las disputas por el agua

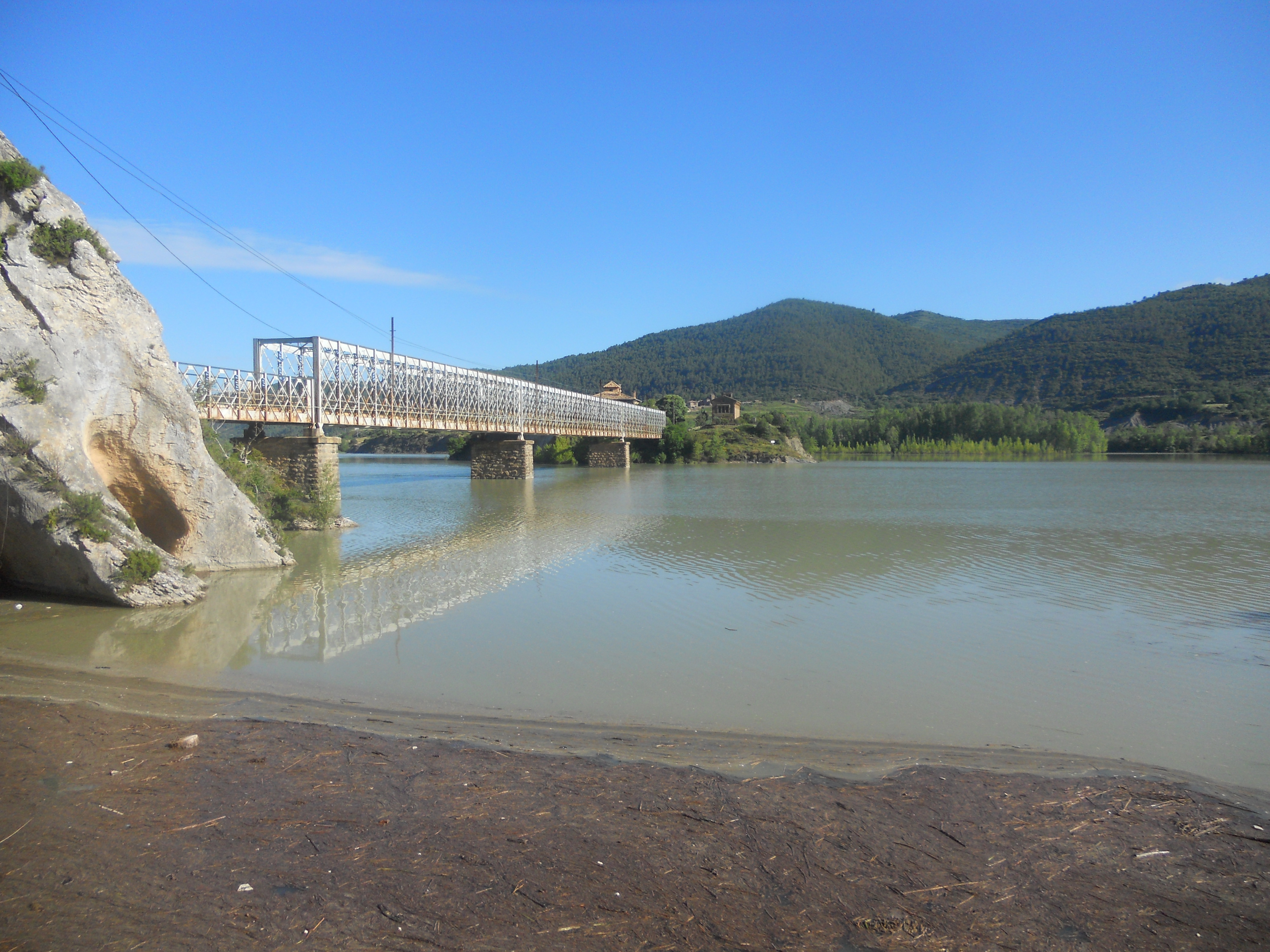
El embalse de La Peña, construido para riego en 1913, era pieza clave de la regulación del río Gállego. ERZ tenía instalaciones en las cercanías y el salto de Marracos aguas abajo, siendo la ampliación del embalse algo múltiples veces proyectado.

Eléctricas Reunidas terminaría absorbiendo finalmente a Mutua Eléctrica Jaquesa y adquiriendo con ello sus centrales en el Aragón de Aratorés (275 kW) y otros dos pequeños saltos junto a Jaca. La adquisición también aumentaba su cartera de clientes en setenta localidades en la comarca de la Jacetania.
Significativamente, esta absorción supuso que ERZ dominara las concesiones hidráulicas de los ríos Aragón y Gállego, lo que fue sin embargo fuente de críticas de los regantes. Así, un ingeniero vinculado a la comunidad de regantes del Alto Aragón había escrito en 1954 sobre la priorización del uso energético del agua en el sistema:

Un metro cúbico de agua aplicada a riego en los Monegros, puede dar a la economía nacional productos agrícolas con valor superior a una peseta. En cambio, para producir un kilovatio hora en el salto de Marracos (único importante del Gállego aguas abajo de Ardisa) se requieren más de ocho metros cúbicos, es decir, que para kilovatio hora producido en dicho salto pierde nuestra economía más de ocho pesetas en productos agrícolas.
Fernando Susín.

En 1956, ERZ intentó mejorar el aprovechamiento de la central de Marracos gracias la regulación del Gállego por el embalse de la Peña y pagando a los regantes, aunque hubo desavenencias entre las partes. En 1958 logró aumentar el caudal del Aragón de las centrales adquiridas a Mutua Eléctrica. Los planes para ampliar los reservorios en el curso alto del Gállego para dar servicio tanto al riego como a la generación hidroeléctrica se fueron sucediendo desde 1958. El recrecimiento del embalse de La Peña era visto como necesario para que ERZ creciera al nivel de otras eléctricas desarrollando su potencia en el Gállego.
Estos proyectos eran habituales en la época desde el mundo de la energía, planteándose dicho recrecimiento para dar margen de crecimiento a ERZ, mientras EIASA podía crecer en el río Ara y otras iniciativas públicas podían explotar el Noguera Ribagorzana en un programa conjunto para aumentar la producción eléctrica de la provincia de Huesca. Se buscaba poder abastecer las demandas de electrificación ferroviaria en la línea del Canfranc y convertir a Huesca en exportadora de energía ya que había sido recientemente conectada con la red francesa. El escenario se veía clave para poder soportar una industria provincial, dado que la demografía no justificaba un crecimiento del sector y la generación de energía había sido en el pasado el principal aliciente de la provincia para atraer empresas. Igualmente, este desarrollo hidroeléctrico haría innecesario el desarrollo de un programa nuclear en la zona en opinión de sus defensores.
Sin embargo, estos planes eran visto con alarma por los regantes, que buscaban priorizar el uso agrícola del agua, y por el propio ferrocarril del Canfranc, cuyo trazado en las proximidades del embalse de La Peña se temía afectado por la obra. Igualmente, era motivo de discusión el poco impacto recaudatorio que las infraestructuras eléctricas tenían en los ayuntamientos y comunidades locales, grandes perjudicadas por las obras pero escasamente beneficiadas del retorno económico de los proyectos. Igualmente, se señalaba que las expectativas de que estos proyectos atrajeran la industria esperada a la provincia eran poco realistas. ERZ sí logró ampliar en 1959 la central de Camarera hasta los 490 kW.

### La repotenciación de la red
El auge de Eléctricas Reunidas en el curso alto de los ríos Gállego y Aragón vino acompañada de un refuerzo de su red con la construcción en 1956 de una nueva subestación en Jaca que permitió cuadriplicar el voltaje de la línea de transporte hacia Zaragoza, repotenciándola. Para finales de la década de 1950, ERZ tenía entre un cuarto y un tercio de su potencia instalada en el Pirineo y controlaba completamente el transporte en el eje Jaca-Sabiñánigo-Huesca-Zuera-Zaragoza que, paralelo al río Gállego, permitía exportar la energía desde el Pirineo a Zaragoza.
El segundo gran eje de Eléctricas Reunidas era la línea Zaragoza-Aliaga, que también se vio reforzada a finales de década. ERZ instaló en 1958 un tercer grupo de generación térmica en Aliaga, de 25 MW. Con ello, llevaba la potencia total de la central de carbón a 45 MW eléctricos, lo que suponía aproximadamente un tercio de la generación total de la compañía. La red hasta la central permitía a a ERZ conectar también con la generación en Sástago y Escatrón.
Un tercer foco fue su red occidental. ERZ desarrolló su presencia en Soria absorbiendo a Fuerzas de Velacha, que desde un molino en Velacha había desarrollado red en la comarca de Almazán, así como a Electra del Keiles, dueña de un salto en Vozmediano y red en Ágreda y Ólvega. La generación en Velacha era sin embargo reducida, dependiendo la zona de una conexión con la red de Unión Eléctrica Madrileña. Finalmente, en 1959 se acometió una nueva línea eléctrica interconectando con su red principal las redes de sus filiales bajo Saltos Unidos del Jalón en el Queiles y Soria. A finales de la década de 1950 y principios de la siguiente ERZ y sus filiales participaron en la promoción del embalse de Los Rábanos en la cuenca del Duero, que incluía una planta eléctrica de 5,6 MVA eléctricos clave para las actividades en Soria de ambas subsidiarias.
En total ERZ sumaba a comienzos de la década de 1960 62,6 MVA hidroeléctricos, de los que 37,375 MVA se ubicaban en eje del Gállego/Aragón y el resto en la zona del Jalón/río Piedra/Duero, y 56,52 MVA térmicos, principalmente en Aliaga. El voltaje de distribución en baja tensión fue elevado entonces de 120 a 220 voltios.

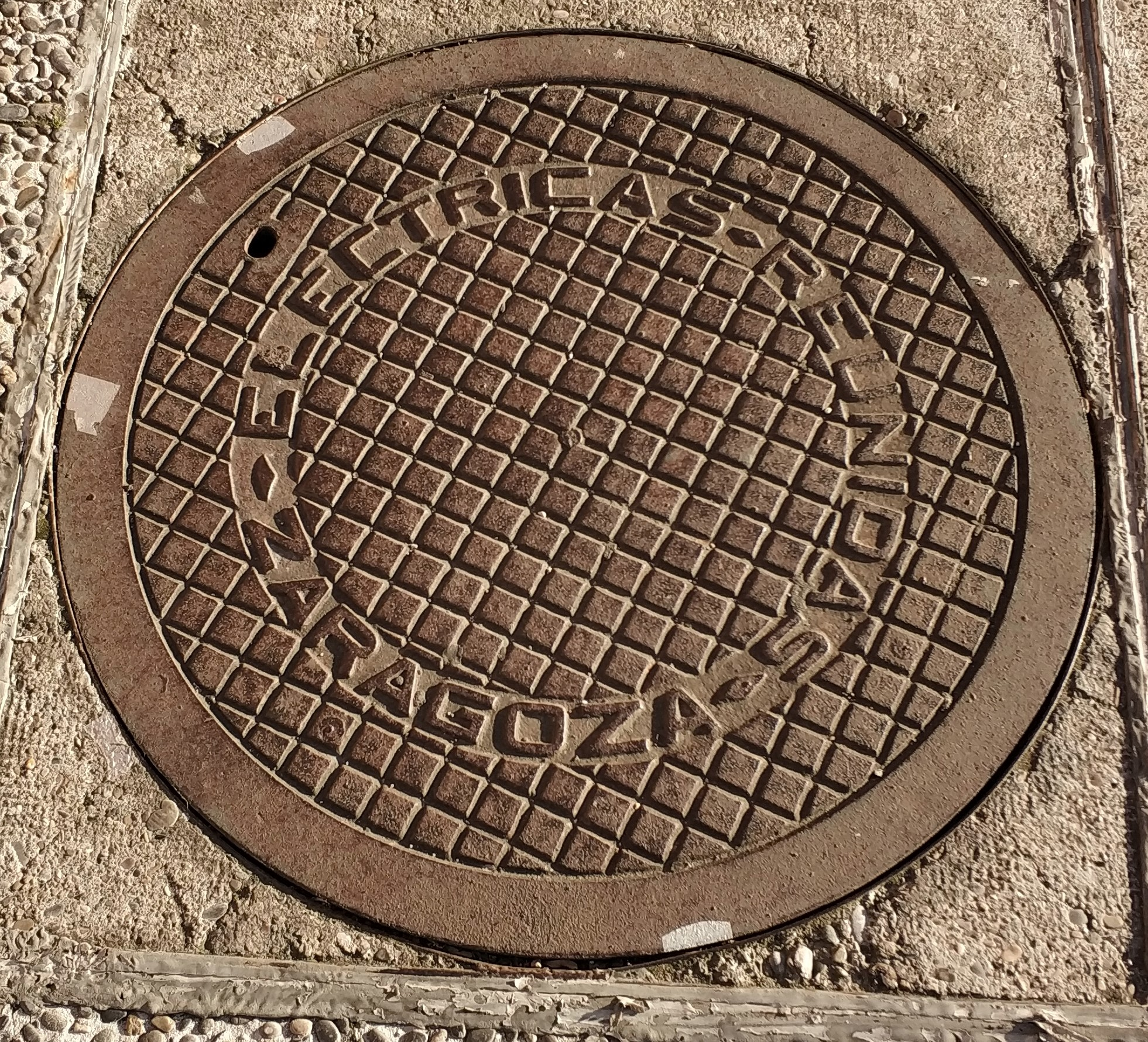
Tapa de arqueta de ERZ en Zaragoza.

En 1961 la empresa cumplió cincuenta años. Cabe mencionar de ese año la inauguración del Palacio de la Luz como oficinas centrales de la compañía en sus instalaciones de la plaza de San Miguel de Zaragoza, si bien las obras se extenderían hasta el año siguiente. El edificio fue obra de los arquitectos Teodoro Ríos Balaguer y Teodoro Ríos Usón y siguió funcionando como sede de la empresa eléctrica hasta que la sucesora de ERZ, Endesa, abandonó las instalaciones en 2019. La empresa también donaría a la ciudad de Zaragoza una fuente iluminada para la Plaza de Basilio Paraíso en conmemoración de su aniversario.
Eléctricas Reunidas volvió igualmente a repotenciar la línea Jaca-Sabiñánigo-Zaragoza en 1962, incrementando su voltaje hasta los 220 kV y construyendo una nueva subestación en San Gregorio. El mismo año extendió su red oscense para dar servicio de luz de obra para la construcción del embalse de El Grado, lo que llevaría a ERZ a expandirse por el Somontano de Barbastro hasta dejar fuera del mercado a la Hidroeléctrica de Huerta de Vero. 
En 1963 entraría por fin en servicio el embalse de Los Rábanos en Soria, lo que fue acompañado por la construcción de nuevas líneas reforzando la interconexión con las centrales que ERZ poseía en Aragón. Así el mismo año se desarrolló una línea de 45 kV de Almazán a la central de Requijada, conectado el foco adquirido en el sur de la provincia. También se extendió el servicio orgánicamente en zonas fronterizas, llevando el suministro desde Purujosa hasta Beratón.

### Las absorciones a comienzos de la década de los sesenta
El siguiente hito de su expansión al sur fue la absorción en 1964 de Rivera, Bernad y Compañía, que había sido pionera en 1901 con una central hidráulica en Albalate del Arzobispo a las que había añadido otras centrales en el río Martín y una central térmica en Ariño. La empresa controlaba también la red en el Bajo Aragón a lo largo de los ríos Ebro, Martín, Aguas Vivas y Guadalope que abastecía a pueblos como Andorra, Híjar, Belchite, Lécera o Alcañiz y que se superponía parcialmente con la red de ERZ hacia Sástago.
Poco después haría lo mismo con Electra Virgen de la Peña, de Aliaga, que abastecía diversas localidades turolenses al sur de la red que ERZ acababa de adquirir de Rivera Bernad. Electra Virgen de la Peña contaba con una central hidroeléctrica en el río Pitarque y una central térmica pero el incremento de la demanda había superado la capacidad de generación de la compañía, llevándola a depender de la compra de parte de la energía de la planta de ERZ en la localidad hasta que en 1965 terminó finalmente siendo absorbida por Eléctricas Reunidas. En ese punto, casi el 12% de la energía distribuida por Virgen de la Peña procedía de ERZ, con tendencia al alza. Los accionistas de la empresa recibieron a cambio tres acciones de la compañía zaragozana por cada dos acciones de la aliaguina. Con Electra Virgen de la Peña ERZ se hizo con kilómetros de redes de 10 kV en el sudeste de Teruel que abastecían a 25.000 clientes en 34 localidades.
Las adquisiciones concentraron en favor de ERZ el mercado eléctrico en el sudeste aragonés como ya había pasado en el sudoeste en la década previa. Esto llevó al cierre en los años siguientes de pequeñas empresas locales. La Electra Moderna de El Poyo del Cid, otra de las pequeñas empresas turolenses que había sobrevivido y aún abastecía a localidades como Bello, Tornos o Torralba, se conectó en 1964 a la red de ERZ. La Electro Harinera del Mesa, abastecida desde una central en Calmarza, cerró tras un incendio en 1965. Electra Olietina, de Oliete y con un generación en el embalse de Cueva Foradada, también fue cerrada en 1966. La Esperanza de Santa Eulalia, con salto en Gea de Albarracín y sede en Santa Eulalia del Campo cesó su actividad en 1968. En la misma década dejó de funcionar también la harinera La Purísima de Bello, que se abastecía gracias al salto del molino de Fuentes Claras. Unas pocas, como las industrias y fábrica de luz de Daniel Monzón de Monreal del Campo, sobrevivirían aún unos años más. Eléctricas Reunidas también clausuró en los años siguientes algunas de las centrales de generación adquiridas en la zona, por obsolescencia técnica o economías de escala como fue el caso del más antiguo de los saltos de Rivera Bernad.
ERZ adquirió también Hidroeléctrica Industrial (de Alcañiz y dueña de la línea Alcañiz-Caspe) y Electra Concordia (originaria de Pinseque aunque se había hecho con líneas y clientes en Soria y al sur de Virgen de la Peña en Muniesa, Blesa y Anadón) así como activos de SECE en Sariñena. Sin embargo, la constitución por parte del Instituto Nacional de Industria de la Empresa Nacional Hidroeléctrica del Ribagorzana supuso la creación de un nuevo rival que limitó su extensión en esa dirección. La pujanza de ENHER, pese a la oposición de UNESA por ser una empresa pública, llevaría a esta a ser propietaria de 15% de la red de distribución aragonesa así como de las grandes centrales de generación hidroeléctricas de Mequinenza y Moralets. Incluso pese a las fusiones posteriores que llevaron a ambas empresas a ser parte del mismo grupo, ERZ no integraría técnicamente las redes de distribución originarias de ENHER en el este de Aragón hasta 2003.

### Los pantanos y el aprovechamiento integral del río Aragón

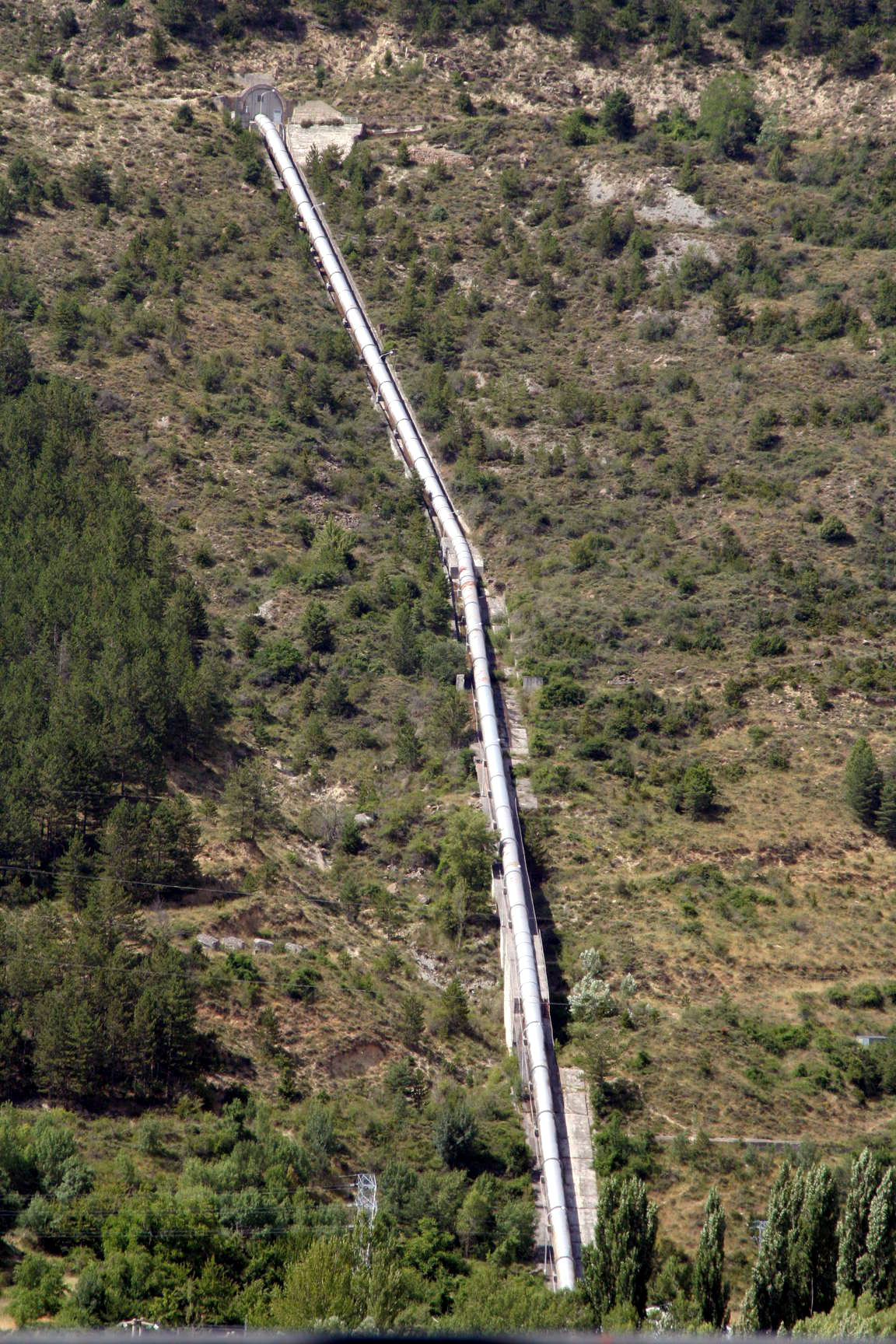
La tubería de la central hidroeléctrica de Jaca, una de las obras del aprovechamiento integral del río Aragón que promovió ERZ durante la década de 1960.

Durante la década de 1960 ERZ también siguió construyendo nuevas centrales hidráulicas en su zona tradicional. La competencia con EIASA limitó sus posibilidades en el Alto Gállego, donde sólo pudo ejecutar los embalses de Jabarrella (1961, 15 MVA), Sabiñánigo (1964, 8,4 MVA) y Javierrelatre (1966, 24,7 MVA). A la competencia de EIASA se sumaban los problemas geológicos para ampliar el embalse de la Peña, que generaban oposición entre los técnicos, y las limitaciones impuestas por el riego en el Bajo Gállego en la planificación hidrológica del río.
Por ello, ERZ desarrolló planes de aprovechamiento integrado de los cursos alto del río Aragón con las centrales de Canal Roya (1967, 7 MVA) y Jaca (1969, 9,5 MVA), además de modernizarse las instalaciones de Ip con la actual central de bombeo en 1969 de 89 MW que permitía almacenar energía bombeando entre los embalses de Ip y Canfranc. La obra de Ip fue significativa, por culminar proyectos que databan desde 1945, por la singularidad de ser el primer sistema de bombeo en la red de ERZ, por ser la central de mayor salto neto en Europa en el momento y por la intervención del arquitecto Miguel Fisac Serna en el edificio.
Los proyectos en el río Aragón fueron de un programa de aprovechamiento integral del río dirigido por los ingenieros Conrado Sancho Rebullida y Julio Herraiz Soriano, que sin embargo entró a veces en conflicto con otros usos del agua como el abastecimiento a la ciudad de Jaca y el suministro de agua para riego a la comunidad de regantes del Alto Aragón, así como conflictos por el uso del territorio por la anegación de tierras de labor en múltiples localidades. El destino de los embalses era hidroeléctrico para exportar energía a los mercados de ERZ en Zaragoza, por lo que no generó una industria local en su zona de actuación a diferencia de sus competidores de EIASA en Sabiñánigo o Hidronitro en Monzón. Las obras consolidaron el control hidráulico de Eléctricas Reunidas en el tramo alto del río y absorbieron los caudales que Renfe usaba para una central propia en Arañones, así como la concesión de aguas del molino La Dolores de Caldearenas e incluso dejando a las propias centrales de ERZ en Castiello y Aratorés únicamente el caudal excedentario para operar. ERZ suministraría energía gratis a Renfe y al ayuntamiento de Canfranc como parte de las compensaciones por los proyectos.
En el Canal Imperial de Aragón se estableció una nueva central de 20 MW en el salto de El Berbel en Cabanillas (Navarra) en 1966. Hacia 1968 ERZ terminaría adquiriendo el 50% de la central de Escatrón, una vez que ENCASO se centró en el sector petroquímico. La central había alcanzado los 150 MVA. Con todo ello la producción total de ERZ siguió creciendo. Los planes de la empresa eran llegar a los 668 MVA, especialmente gracias a proyectos para recrecer el embalse de la Peña y construir embalses en el río Isábena.

## Integración en Endesa
Pese a estas iniciativas, el crecimiento de la demanda en Aragón durante la industralización que acompañó al desarrollismo de los años sesenta y setenta superó con creces el aumento de la generación de ERZ. Los grandes beneficiados fueron ENHER gracias a las nuevas plantas hidroeléctricas como Mequinenza, la también pública Empresa Nacional de Electricidad Sociedad Anónima (Endesa), que había adquirido la otra mitad de Escatrón, y generadores catalanes, vascos y franceses como Iberduero o EDF que empezaron a exportar energía a las redes de ERZ e EIASA. Similar pasó con la central térmica de Escucha, promovida por Unión Térmica SA, con presencia del INI y de grupos ligados a la banca.
Un proyecto del periodo significativo para ERZ fue la construcción en 1972, junto a sus competidores de EIASA y bajo el paraguas de UNESA, de una nueva línea de alta tensión Sabiñánigo-Villanueva de Gállego-Escatrón, por la orilla de los ríos Gállego y Ebro contraria a la red existente, que mallara la red aragonesa interconectando la generación hidráulica del Pirineo con la generación térmica en Escatrón. Eléctricas Reunidas también amplió y repotenció la central de Marracos en 1976 y la de Villanúa en 1977. Mientras, la conexión de Zaragoza con el gaseoducto a Barcelona en 1976 permitió a ERZ convertirse en una distribuidora de gas natural en la ciudad.
Pese a estos incrementos de generación, la electrificación ferroviaria se sumó a la demanda en Aragón, al alcanzar los programas de electrificación de Renfe las primeras líneas en territorio de ERZ. En 1976 se acometió la electrificación del tramo Miranda-Casetas y entre 1979 y 1980 se produjo la electrificación del eje Torralba-Casetas, con la construcción por parte de RENFE de once nuevas subestaciones de tracción que conectaban a la red de media tensión del valle del Jalón. La demanda industrial también continuó creciendo y en 1981 la implantación de Opel en Figueruelas motivó la construcción por parte ERZ de una nueva subestación de 220 kV para dar servicio al polígono de Entrerríos, cuya demanda total se estimaba en 55 MW. Para reforzar el suministro eléctrico a Zaragoza, cuya población seguía creciendo con el desarrollo industrial, se amplió ese año la subestación de Montetorrero.
El contexto de déficit de generación en el área de ERZ llevó a Endesa a ejecutar en la zona la gran central térmica de Andorra. El desarrollo de esta central previno que ERZ realizara su propia planta en la localidad, mientras que sus minas de Aliaga se fueron agotando durante las décadas de 1960-1970. Así, aunque la central de Aliaga siguió operando con carbón de otras minas y la generación total de ERZ iba aumentando en términos absolutos, la cuota de mercado de ERZ en Aragón fue decreciendo al crecer más lentamente que sus rivales. Eléctricas Reunidas llegó a tener que comprar a otros generadores aproximadamente la mitad de la energía que vendía a sus consumidores y pasó a tener la distribución eléctrica como principal actividad. Algo similar pasó con su negocio gasista pues para principios de la década de los ochenta el gas natural de terceros que distribuía reemplazó la producción de gas propio. ERZ siguió sin embargo siendo la mayor empresa de Aragón.
ERZ intentó igualmente participar en el desarrollo de la energía nuclear en España, siendo socio en los consorcios que intentaron infructuosamente promover las centrales nucleares de Escatrón, Sástago y Chalamera, todas descartadas en medio de fuertes protestas sociales. Más éxito tuvo en adquirir un 20% de la central nuclear de Trillo al promotor principal de esta, Unión Eléctrica Madrileña. Aunque el proyecto estaba ubicado en la provincia de Guadalajara, evacuaba la producción mediante la línea de transporte entre Madrid y Zaragoza que pasaba por la zona del Jalón. ERZ participaría igualmente en la promoción de un segundo reactor, Trillo II, aunque abandonaría este segundo proyecto en 1979, ante la transición española y las expectativas de moratoria nuclear. Estos proyectos supusieron una importante carga para las finanzas de la empresa, incluyendo deuda con entidades internacionales como KfW y llevaron a una participación de otras empresas eléctricas como FECSA o Iberduero en ERZ.
Desde 1983 fue integrada junto a los activos de generación térmicos de Endesa y las redes vecinas de ENHER y FECSA. El nuevo grupo mantuvo ERZ como sociedad para los activos locales e incluso la amplió adquiriendo los activos en Aragón de sus antiguos rivales de EIASA e Hidroeléctrica Ibérica/Iberdrola, además de expandir el negocio de distribución gasista a Huesca. Con el tiempo la nueva empresa fue, sin embargo, pasando a utilizar como principal marca comercial Endesa. La sociedad desapareció finalmente integrada en Endesa en 1999. Al momento de su desaparición societaria, ERZ era la cuarta empresa por número de empleados en Aragón y la segunda en facturación.